# 中野良次
中野 良次（なかの りょうじ、1896年（明治29年）3月10日 - 1977年（昭和52年）2月24日）は、日本の陸軍軍人。最終階級は陸軍中将。

## 経歴
佐賀県出身。地主・中野佐太郎の長男として生まれる。小城中学校（現佐賀県立小城高等学校）、熊本陸軍地方幼年学校、中央幼年学校を経て、1917年（大正6年）5月、陸軍士官学校（29期）を卒業。同年12月、砲兵少尉に任官し野砲兵第11連隊付となる。1920年（大正9年）11月、陸軍砲工学校高等科（26期）を卒業。1927年（昭和2年）12月、陸軍大学校（39期）を卒業し野砲兵第8連隊中隊長に就任した。
1927年（昭和2年）12月、参謀本部付勤務（通信課）となり、参謀本部員、関東軍参謀を務め、1932年（昭和7年）8月、砲兵少佐に進級。1933年（昭和8年）5月、陸軍野戦砲兵学校教官に就任し、参謀本部員（通信課）を務め、1936年（昭和11年）12月、砲兵中佐に進んだ。1937年（昭和12年）12月、関東軍参謀（第3課長）に転じ、1938年（昭和13年）7月、砲兵大佐に昇進した。
1939年（昭和14年）3月、参謀本部通信課長に就任し、1940年（昭和15年）12月、東寧重砲兵連隊長に発令され満州に赴任。1941年（昭和16年）10月、中部軍参謀に就任し帰国。1942年（昭和17年）8月、陸軍少将に進級し大本営第18班長に就任。1943年（昭和18年）7月、中央特殊情報部長となり、1945年（昭和20年）4月、陸軍中将に進み第216師団長に就任。熊本県宇土で本土決戦に備える中で終戦を迎えた。同年12月、予備役に編入された。
1947年（昭和22年）11月28日、公職追放仮指定を受けた。